# Histoire Naturelle des Végétaux, Classés par Familles
Histoire Naturelle des Végétaux, Classés par Familles (abreviado Hist. Nat. Vég. (Lam. & Mirbel)) es una obra con descripciones botánicas que fue escrita conjuntamente por Jean-Baptiste Lamarck & Charles-François Brisseau de Mirbel. Fue publicada en 15 volúmenes en los años 1802-1803.